# Verbena townsendii
Verbena townsendii là một loài thực vật có hoa trong họ Cỏ roi ngựa. Loài này được Svenson miêu tả khoa học đầu tiên năm 1935.